# Famille Marschall von Bieberstein
Pour les articles homonymes, voir Familles Mareschal.
 (janvier 2025).
La famille Marschall von Bieberstein est une famille issue de la noblesse immémoriale allemande saxonne. Elle ne doit pas être confondue avec la famille Rogala von Bieberstein de Prusse-Orientale avec laquelle elle n'a aucun lien.

## Personnalités
- Konrad Leberecht Marschall von Bieberstein (de) (1763-1842), général
- Friedrich Marschall von Bieberstein (de) (1763-1842), général
- Friedrich August Marschall von Bieberstein (1768-1826), naturaliste
- Ernst Franz Ludwig Marschall von Bieberstein (1770-1834), homme politique
- August Marschall von Bieberstein (de) (1804-1888), homme politique
- Adolf Marschall von Bieberstein (de) (1806-1891), ministre badois
- Adolf Marschall von Bieberstein (1843-1912), homme politique et diplomate
- Arthur Marschall von Bieberstein (de) (1816-1885), général
- Adolf Marschall von Bieberstein (de) (1848-1920), ministre badois
- Wilhelm Freiherr Marschall von Bieberstein (de) (1890-1935), homme politique
- Matern von Marschall (de) (1974-), homme politique